# Liptena bakeriana
Liptena bakeriana är en fjärilsart som beskrevs av Cator 1904. Liptena bakeriana ingår i släktet Liptena och familjen juvelvingar. Inga underarter finns listade i Catalogue of Life.